# Juan Vicente Pérez Mora
Juan Vicente Pérez Mora (ur. 27 maja 1909 w El Cobre, Táchira, zm. 2 kwietnia 2024 w San José de Bolívar) – wenezuelski superstulatek, który był najstarszym żyjącym mężczyzną na świecie po śmierci Saturnino de la Fuente Garcii w dniu 18 stycznia 2022.

## Życiorys
Juan Vicente Pérez Mora urodził się 27 maja 1909 w El Cobre, Tachira jako syn Euquitio Pereza i Edelmiry Mora. W 1913 roku rodzina przeprowadziła się do Caserio Caricuena, San José de Bolivar, gdzie zakupili farmę. Juan wraz ze swoimi ośmioma braćmi i ojcem uprawiali tam ziemię. Dopiero w wieku 10 lat rozpoczął naukę jednak nie na długo z powodu choroby jego nauczyciela (uczył się pisać i czytać jedynie z książki którą otrzymał od niego). W 1938 roku  poślubił Ediofinę Garcię i od tego czasu mieszkali w wiosce Los Paujiles w gminie Francisco de Miranda, Tachira. Para miała sześciu synów i pięć córek, a ponadto: 41 wnuków, 18 prawnuków i 12 praprawnuków. Juan wraz z żoną przeżyli razem ponad 60 lat, aż do jej śmierci w 1997 roku.
27 maja 2019 ukończył 110 lat, stając się pierwszym superstuletnim mężczyzną z Wenezueli, którego wiek został zweryfikowany.
4 lutego 2022 został oficjalnie uznany przez Księgę Rekordów Guinnessa za najstarszego żyjącego mężczyznę świata o zweryfikowanej dacie urodzenia. Pérez Mora jest również najstarszą osobą pochodzącą z Wenezueli oraz pierwszą zweryfikowaną superstuletnią osobą z tego kraju. 1 czerwca 2022 po śmierci 112-letniego Brazylijczyka pochodzenia włoskiego Delio Venturottiego, Juan Vicente Pérez Mora został ostatnim żyjącym zweryfikowanym mężczyzną urodzonym w pierwszej dekadzie XX wieku. 27 maja 2023 roku skończył 114 lat, stając się pierwszym mężczyzna w historii Ameryki Południowej, który ponad wszelką wątpliwość osiągnął ten wiek, jednakże wcześniej mieli zrobić to: Brazylijczyk Anísio Rodrigues Alves w 2006 (ostateczny wiek 116 lat i 229 dni) oraz Peruwiańczyk Horacio Celi Mendoza w 2011 (114 lat i 265 dni). Ich wiek jest jednak obecnie w trakcie badań.
Zmarł 2 kwietnia 2024 w San José de Bolívar w Wenezueli, przeżywszy 114 lat i 311 dni.